# Silver Apples
I Silver Apples sono stati un gruppo psichedelico ed elettronico formatosi a New York nel 1967 come duo da Simeon Coxe e Danny Taylor.
Sono stati tra i pionieri della fusione tra rock ed elettronica.

## Storia
Attivi in questa veste dal 1967 al 1970, i Silver Apples rivoluzionarono il concetto tradizionale di gruppo rock con un organico composto da Taylor alla batteria e percussioni e Cox alla voce e al Simeon, dispositivo elettronico composto da 9 oscillatori e 86 controlli manovrabili attraverso mani, gomiti, ginocchia e piedi. 
Ascoltando le tracce contenute nel primo album omonimo Silver Apples e nel successivo Contact, sono evidenti le loro influenze sul krautrock, il synth-pop, la new wave, la techno e più in generale su gran parte dell'elettronica degli anni novanta.
Riesumato il nome del gruppo negli anni novanta del XX secolo Cox realizzerà, con l'aiuto di nuovi collaboratori, alcune uscite discografiche inevitabilmente incapaci di riproporre l'impatto rivoluzionario dei primi due album.

## Discografia

### Album
- 1968 - Silver Apples (Kapp Records, KS-3562)
- 1969 - Contact (Kapp Records, KS-3584)
- 1997 - Beacon (Whirlybird Records, WR 103) Raccolta di brani inediti ed editi rivisitati
- 1998 - Decatour (Whirlybird Records, WR 106)
- 1998 - Beacon Remixed (Whirlybird Records, WR 107) Con autori vari
- 1998 - The Garden (Whirlybird Records, WR 109) Con materiale risalente al 1969
- 2016 - Clinging to a Dream (Chicken Coop Recordings, CCR 006)

### Singoli
- 1968 - Whirly Bird/Oscillations (Kapp Records, K-923)
- 1969 - You and I/Confusion (Kapp Records, KS-3-956)